# Amtsgericht Benfeld
Das Amtsgericht Benfeld war ein deutsches Amtsgericht mit Sitz in Benfeld.

## Geschichte
Benfeld war Sitz eines französischen Friedensgerichtes. Nach der Abtretung Elsass-Lothringens im Frieden von Frankfurt an das Deutsche Reich 1871 wurde die Gerichtsstruktur mit dem Gesetz, betreffend Abänderung der Gerichtsverfassung vom 14. Juli 1871 und der Ausführungsbestimmung hierzu vom gleichen Tag neu geregelt. Dabei wurden die Friedensgerichte beibehalten. Durch Verordnung des Reichskanzlers vom 7. August 1871 wurde das Friedensgericht Erstein aufgehoben und sein Sprengel dem Friedensgericht Benfeld zugeordnet. Im Rahmen der Reichsjustizgesetze wurden 1879 die Friedensgerichte im Reichsland Elsass-Lothringen aufgehoben und Amtsgerichte gebildet. Das Amtsgericht Benfeld war dem Landgericht Straßburg nachgeordnet. Am Gericht bestand 1880 eine Richterstelle. Das Amtsgericht war damit ein kleines Amtsgericht im Landgerichtsbezirk. Es war auch Rheinschifffahrtsgericht. Das Amtsgericht Erstein wurde durch Verordnung vom 1. September 1891 für den Bezirk des Kantons Erstein (ohne die Gemeinde Westhausen) mit Wirkung zum 1. Oktober 1891 errichtet. Der Sprengel des Amtsgerichtes Benfeld verkleinerte sich entsprechend. Der Gerichtsbezirk umfasste 1895 den Kanton Benfeld und die Gemeinde Westhausen aus dem Kanton Erstein mit 141 Quadratkilometern, 15015 Einwohnern und 14 Gemeinden.
Nach der Reannexion Elsass-Lothringens durch Frankreich nach dem Ersten Weltkrieg wurde das Amtsgericht Benfeld als „Tribunal cantonal Benfeld“ für den Kanton Benfeld weitergeführt. Im Zweiten Weltkrieg wurde 1940 von der deutschen Besatzungsmacht die vorgefundene Gerichtsstruktur unter Verwendung deutscher Ortsnamen und Behördenbezeichnungen, hier also wieder als Amtsgericht Benfeld, fortgeführt.